# Giải của Hiệp hội phê bình phim Toronto cho đạo diễn xuất sắc nhất
Giải của Hiệp hội phê bình phim Toronto cho đạo diễn xuất sắc nhất là một trong các giải thưởng hàng năm của Hiệp hội phê bình phim Toronto dành cho đạo diễn của một phim, được bầu chọn là xuất sắc nhất.

## Các đạo diễn đoạt giải

### Thập niên 1990
| Năm  | Người đoạt giải      | Phim                |
| ---- | -------------------- | ------------------- |
| 1997 | Atom Egoyan          | The Sweet Hereafter |
| 1998 | Steven Spielberg     | Saving Private Ryan |
| 1999 | Paul Thomas Anderson | Magnolia            |

### Thập niên 2000
| Năm  | Người đoạt giải             | Phim                                          |
| ---- | --------------------------- | --------------------------------------------- |
| 2000 | Steven Soderbergh           | Traffic                                       |
| 2001 | David Lynch                 | Mulholland Drive                              |
| 2002 | Paul Thomas Anderson        | Punch-Drunk Love                              |
| 2003 | Peter Jackson               | The Lord of the Rings: The Return of the King |
| 2004 | Michel Gondry               | Eternal Sunshine of the Spotless Mind         |
| 2005 | David Cronenberg            | A History of Violence                         |
| 2006 | Jean-Pierre và Luc Dardenne | The Child (L'enfant)                          |
| 2006 | Stephen Frears              | The Queen                                     |
| 2007 | Ethan và Joel Coen          | No Country for Old Men                        |
| 2008 | Jonathan Demme              | Rachel Getting Married                        |
| 2009 | Katherine Bigelow           | The Hurt Locker                               |